# ماهی خال‌خالی اختسک
ماهی خط‌خطی اختسک (نام علمی: Pleurogrammus azonus) نام یک گونه از تیره درازماهیان سبز است.